# Chartreuse Notre-Dame de Valprofonde
Ne doit pas être confondu avec Abbaye du Val profond (Bièvres).
Le monastère  de  Notre-Dame de Valprofonde, Vallis Profundæ, était un monastère de l'ordre des chartreux, fondée en 1301, à Béon dans l'Yonne.

## Historique
Cette chartreuse est fondée par Isabelle de Mello, comtesse de Joigny, puis dame de Beaujeu en 1301, mais la mort prématurée de la fondatrice laisse la communauté dans une grande pauvreté. En 1322, elle trouve une nouvelle bienfaitrice dans Alix de Montaigu, comtesse de Joigny, qui établit définitivement la fondation. 
En 1370, au début de la guerre de Cent Ans, un parti anglais de Robert Knolles, dévaste la maison. En 1557 ou 1567, elle est pillée et incendiée par les huguenots. Guillaume Duprat, évêque de Clermont, donne à l'ordre des Chartreux, une somme de vingt mille livres, pour reconstruire le prieuré de Valprofonde. Les moines s'expatrient et ne laissent derrière eux qu'un prieur et un religieux servant jusqu’en 1602. Elle est reconstruite au cours du XVIIe siècle, mais demeure une petite maison pauvre, considérée comme un lieu d’exil où furent enfermés les chartreux jansénistes sous la Régence.
Le 13 février 1790, l'assemblée constituante prononce l'abolition des vœux monastiques et la suppression des congrégations religieuses. La communauté se disperse en 1791 et les biens des chartreux sont vendus comme biens nationaux. L'église paroissiale prend possession des objets relatifs au culte qu'elle contenait on lui attribue notamment deux reliquaires et une statue de la Vierge du XIIIe siècle.

## Prieurs
Le prieur est le supérieur d'une chartreuse, élu par ses comprofès ou désigné par les supérieurs majeurs.
- ~1397 : Radulphus Quaille, alias Caille (†1407),  ensuite prieur à Seillon
- 1406-1413 : Robert
- ~1409 : Mathieu de Saint- Jacques (†1419), profès de Paris, prieur de Bellary (1402-1408)[4].
- ~1524-1528 : Jean Pivert ou Picus (†1545), Joannes Picus, ensuite prieur de Troyes en 1528, de Beaune en 1529, de Champmol en 1538.
- 1582-1588 : Louis de Bazemont (†1630)[5].
- ~1627 : Jean-Baptiste de Beauquemare, prieur de Bellary (1628-1657)[4].
- 1627-1634 : Charles de Chalard, profès de Bourgfontaine, prieur de Bellary (1612-1613), du Val Saint-Georges, de Bourgfontaine, 1634-1641[4].
- 1648-1658 : Antelme Guedarne, prieur du Val-Dieu, dont il était profès, prieur de Bellary (1658-1670)[4].
- ~1690 : Hugues de Suremair
- ~1723 : Innocent Renon
- 1758-1760 : Amédée Didier (†1772), profès de Beaune, prieur du Reposoir (1760-1762), co-visiteur de la province de France, prieur de Bellary (1762-1772)[4].
- ~1775 : Benoist Ousier[6].

## Patrimoine foncier
En 1364, Nicolas de Veres, chanoine de Paris, secrétaire de Charles V le Sage et futur évêque de Chalon-sur-Saône donna aux Chartreux de Valprofonde les seigneuries de Domats et de Meix-l'Abbesse, plus tard dite des Robineaux, dans la paroisse de Domats.
Les Chartreux possédaient les fermes de La Motte ; des terres à Béon, à Sépeaux et à La Celle-Saint-Cyr.
Au lieu-dit la Mothe ou la Motte, à Aillant-sur-Tholon, il y avait une dépendance, prieuré ou grange monastique, de la Chartreuse de Valprofonde, aux XIVe et XVe siècles ; ermitage au XVIIe, XVIIIe et au XIXe siècles. La chapelle Sainte-Anne et ses dépendances sont inscrites le 6 septembre 1978 à l'inventaire supplémentaire des monuments historiques.

## Héraldique
|  | Suivant la tradition cartusienne la chartreuse porte les armes de sa fondatrice Isabelle Mello et se blasonnent ainsi : « Parti, au 1e d'or (sable) semé de billettes de sable (d'or), au lion du même, armé et lampassé de gueules, brochant sur le tout » , qui est de Beaujeu-Montpensier ; « au second d'or à deux fasces de gueules, accompagnées d'un orle de merlettes du même, qui est de Mello. » puis suivant l'édit du 18 novembre 1696 : « D'azur à une sainte Vierge tenant l'enfant Jésus sur son bras senestre, d'argent, accompagnée en pointe de deux plantes de fleurs d'or » (blason de droite), |